# Nösslinge kyrka

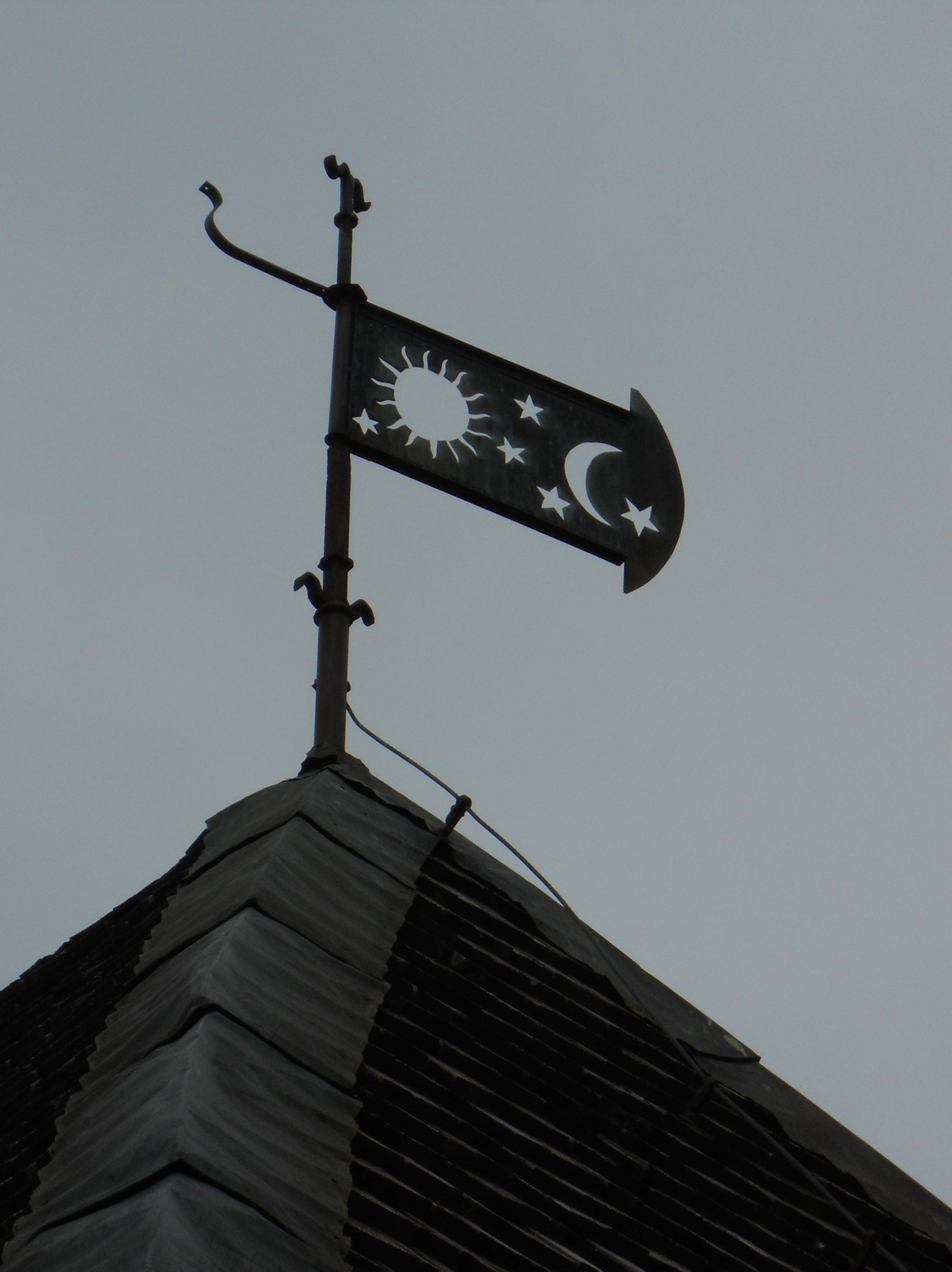
Vindflöjel på kyrkans tak.

Nösslinge kyrka är en kyrkobyggnad som sedan 2002 tillhör Himledalens församling (tidigare Nösslinge församling) i Göteborgs stift. Den ligger på ett näs vid sjön Stora Neden i Varbergs kommun.

## Historia
Den medeltida timmerkyrkan i Nösslinge, kanske byggd redan på 1200-talet, står kvar medan man vid den tiden vanligen byggde stenkyrkor utanpå de forna träkyrkorna. Byggnaden befann sig i dåligt skick och 1555 fick församlingen ett kungligt brev med befallning att den skulle rivas av denna anledning. Kyrkan fick emellertid stå kvar och biskopen upprepade rivningskravet vid sin visitation 1616. Församlingen blev därför till sist tvungen att grundligt bygga om kyrkan. Arbetet utfördes 1688 av timmermannen Börje Arvidsson från Varberg.

## Kyrkobyggnaden
Långhuset är rektangulärt med valmat spåntäckt tak. Koret har samma bredd som långhuset och är tvärt avslutat. En sakristia i öster och ett vapenhus i väster vidbyggdes 1865. Samtidigt förstorades fönstren och ytterväggarna kläddes med panel, målad i ljus kulör. Huvudingång i väster genom vapenhuset. Kyrkan hotades åter av rivning i början av 1800-talet, men det avvärjdes då församlingen själv bekostade en renovering 1865. 
Vid restaureringen 1949-1950 avlägsnades en rad förändringar från 1800-talet i avsikt att framhäva kyrkans ursprungliga stilkaraktär och takmålningar och inredning återställdes. Långhusväggarna spånkläddes, medan tillbyggnaderna fick behålla sin brädfodring och hela kyrkan rödmålades. Långhusets branta takfall har skiffertäckning, medan tillbyggnaderna har flacka plåttak. Kyrkorummet har sedan nämnda restaurering karaktär av provinsiell senbarock. På grund av den låga takhöjden saknas läktare. 

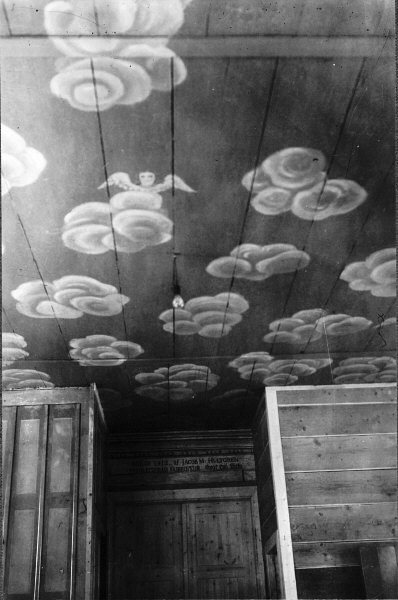
Detalj av takmålningen.

### Dekorationsmålningar
Innertaket, som är plant i mitten och svagt välvt åt sidorna, bemålades 1812 av Jacob Magnus Hultgren. Bottenfärgen är ljusblå och himlen är utsmyckad med vita, ulliga moln, vissa med änglahuvuden. Över koret finns en symbol för Treenigheten. Taket övermålades med vitt vid renoveringen 1865 och 1893 kläddes tak och innerväggar med panel som målades. Vid renoveringen 1950 fick konservatorn Thorbjörn Engblad tillstånd att åter ta fram Hultgrens målningar. I vapenhustaket uppsattes samtidigt bemålade brädor från Karl Gustavs kyrka, som skänktes till församlingen. De återger Den andra skapelsedagen och är målade av Ditlof Ross.  Vid restaureringen återställdes även den ursprungliga färgsättningen på altartavlan och predikstolen.

## Klockstapel och klocka
På kyrkogården väster om kyrkan står en brädfodrad och rödmålad klockstapel med skiffertäckt huv av okänd ålder. Stapeln är åttakantig och har en sockel av natursten. Den restaurerades 1977. I stapeln hänger en kyrkklocka som är omgjuten 1900 och 96 cm i diameter. Vikt: 580 kg. 

## Inventarier
- Dopfunten från 1200-talets slut är av granit och består av tre delar. Höjd 95 cm. Cuppan är cylindrisk med skrånande undersida. Skaftet är cylindriskt. Foten är fyrkantig och trappad i två etager. Ett järnband är fäst runt cuppan. Dopfunten tillverkades i Funtaliden i Fagereds socken.[2]
- Predikstolen, daterad 1575, är en av stiftets äldsta. Korg och ljudtak är fyrkantiga och korgen är dekorerad med målade bibliska motiv i stora tavelliknande fält.
- Altaruppsatsen är en snidad trärelief som föreställer Kristus på korset utförd 1707 av bildhuggaren Gustav Kilman.
- I koret finns fyra träskulpturer i ek från 1500-talet: en madonna på månskäran med barnet på vänster arm, Sankta Barbara och två manliga helgon i biskopsskrud.
- En dörr till sakristian är från medeltiden och förvaras numera på Halmstads konstmuseum.
- En tidigare orgel byggd 1919 av Olof Hammarberg ersattes 1969 av en mekanisk orgel från Tostareds Kyrkorgelfabrik. Den står golvet i kyrkorummets västra sida och har tio stämmor fördelade på två manualer och pedal.[3]

### Bilder av inventarier

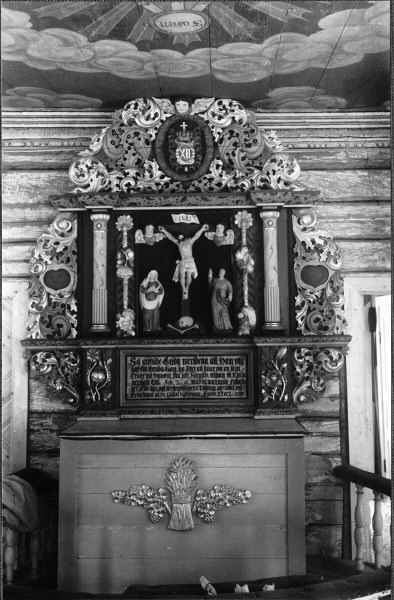
Altaruppsatsen
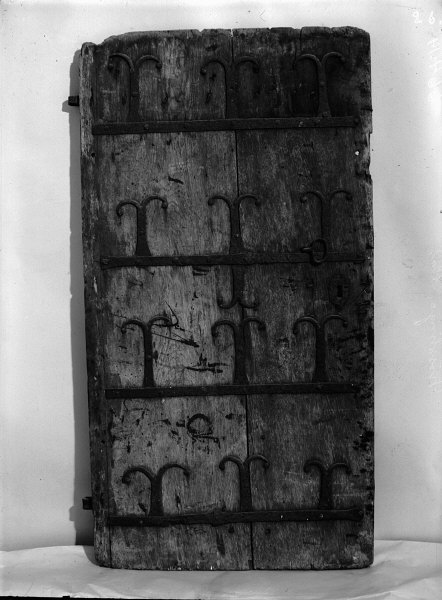
Kyrkdörr av ek med järnbeslag. 1400-talet
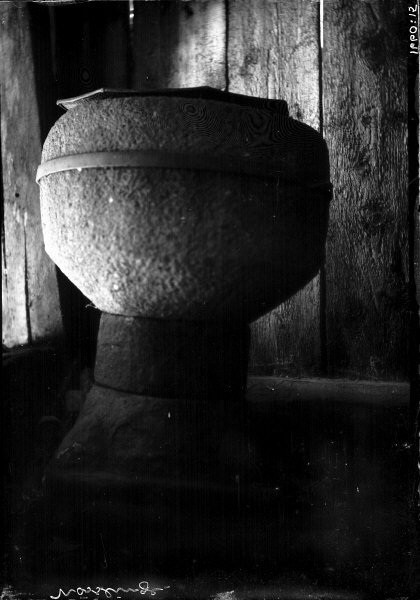
Dopfunten
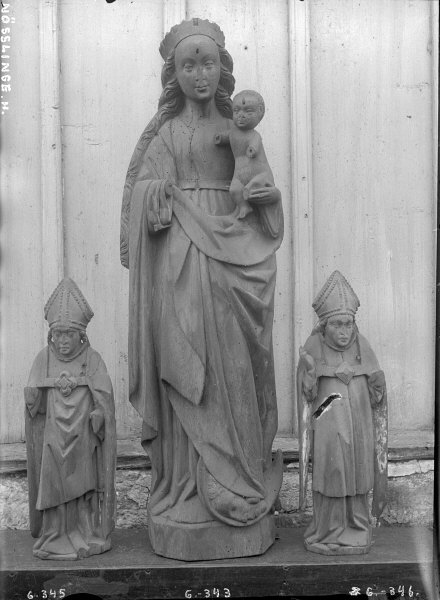
Träskulpturer. Två biskopar och madonna
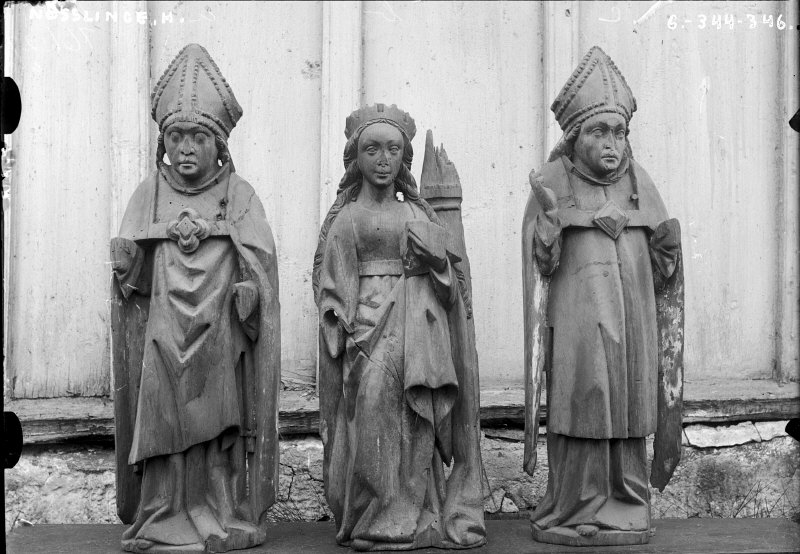
Träskulpturer. Två biskopar och den heliga Barbara

## Omgivning
- Nordost om kyrkan finns en ekonomibyggnad utanför kyrkogårdsmuren. Byggnaden som uppfördes på 1990-talet inrymmer bland annat en toalett.